# Ramat d'ovelles (Canovelles)

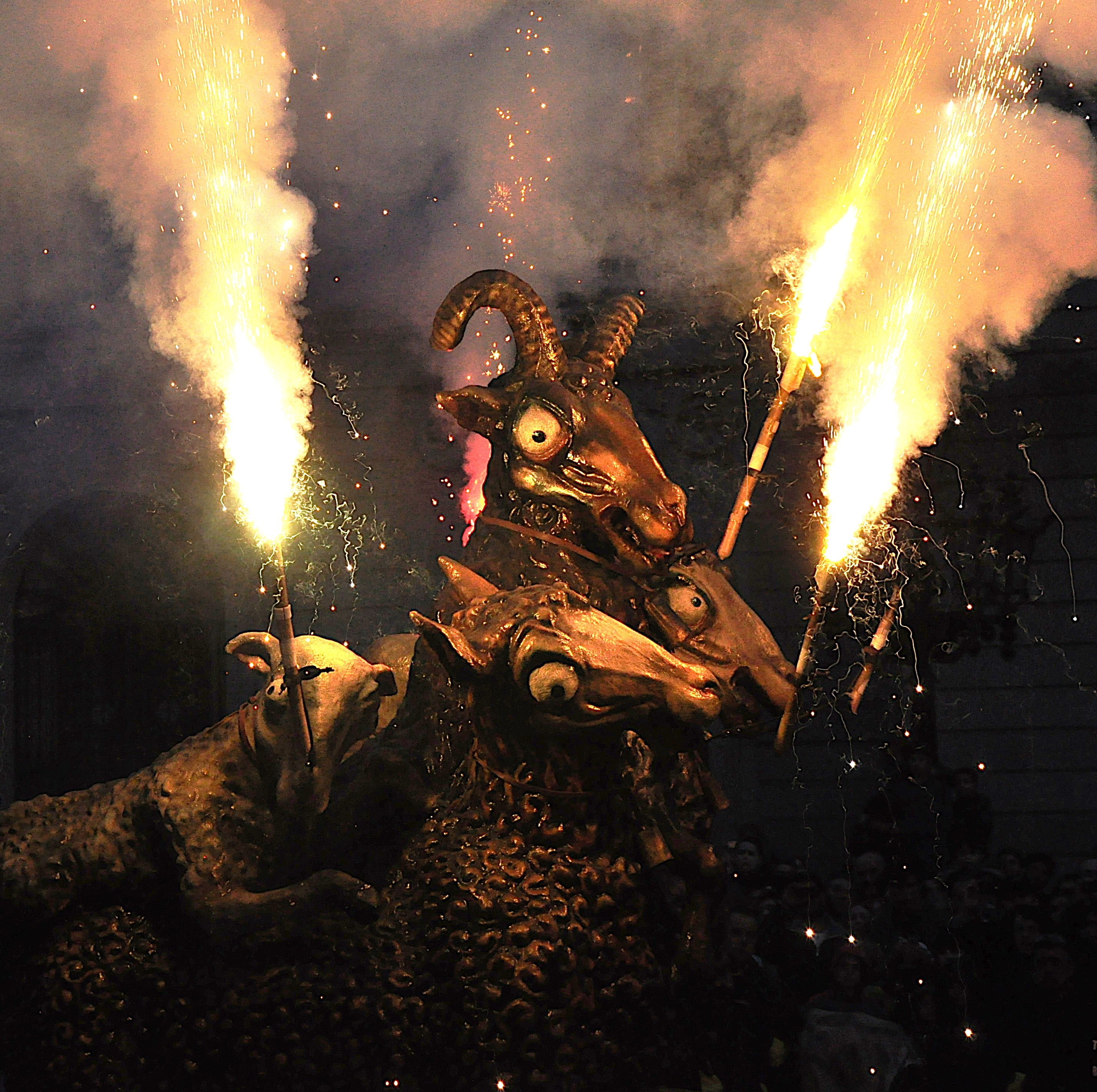
El Ramat d'ovelles llençant foc

El Ramat d'ovelles és una peça del bestiari de foc de Canovelles (Vallès Oriental). Representa un cabró, dues ovelles i dos xais. Va ser construït el 2004 per Dolors Sans i Osete, escultora de bèsties de foc de Vilafranca del Penedès. Fa referència al nom de Canovelles (Ca i ovelles).
Està construït en fibra de vidre; pesa 45 kg; mesura 225 cm de llargada, 160 cm d'amplada i 250 cm d'alçada; llença foc per 11 punts, a les boques dels animals; és carregat per 2 portadors, de la colla dels Diables de Canovelles. Entre altres celebracions, participa a la Festa Major de Canovelles.